# Occhieppo Inferiore
Occhieppo Inferiore là một đô thị ở tỉnh Biella vùng Piedmont của nước Ý, có vị trí cách khoảng 80 km về phía đông bắc của of Torino. Tại thời điểm ngày 31 tháng 12 năm 2004, đô thị này có dân số 3.943 người và diện tích là 4,0 km².
Occhieppo Inferiore giáp các đô thị: Biella, Camburzano, Mongrando, Occhieppo Superiore, Ponderano.